# Ben Hur: en berättelse från Kristi tid

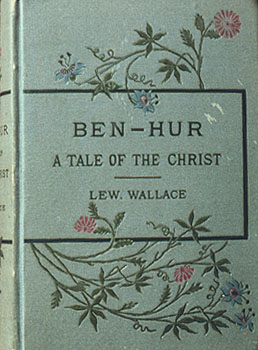
Förstaupplagans omslag

Ben Hur: en berättelse från Kristi tid (original: Ben-Hur: A Tale of the Christ) är en roman av Lew Wallace, ursprungligen på engelska 1880 och på svenska 1888.
Ben Hur har ansetts vara den mest inflytelserika kristna bok som utgetts på engelska under artonhundratalet. I Amerika blev den en bästsäljare som överträffade Harriet Beecher Stowes Onkel Toms stuga i försäljningsvolym. Den var den mest sålda boken i USA fram till Margaret Mitchells Borta med vinden (1936). Efter att filmatiseringen från 1959, Ben-Hur, haft premiär ökade försäljningen och gick om Borta med vinden. Ben Hur var den första bok som välsignats av en påve; nämligen Leo XIII.